# Kateryna Kryweć

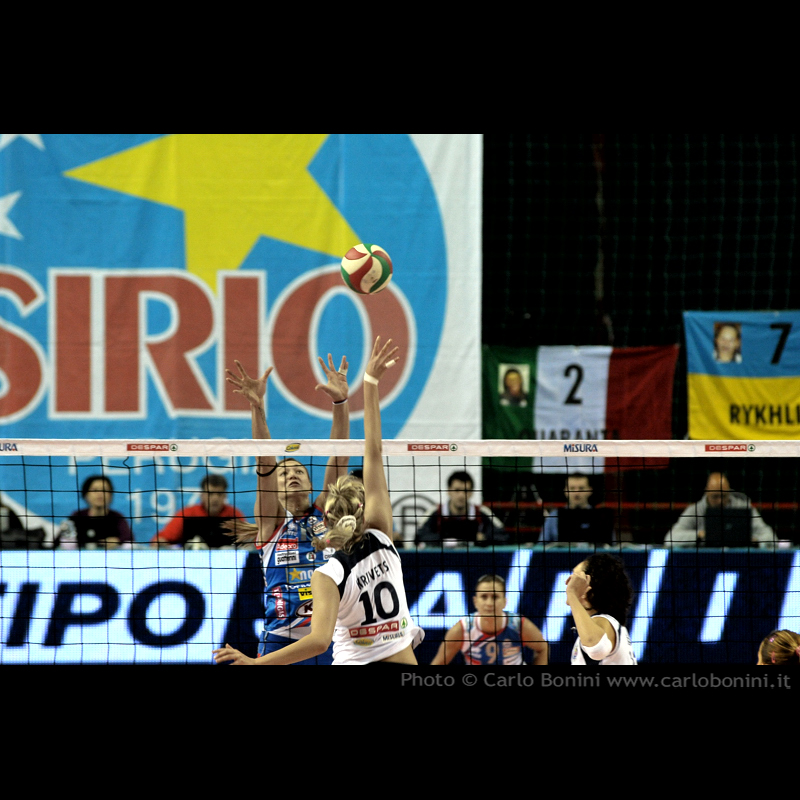
Kateryna Kryweć zawodniczką Desparu Perugia z numerem 10 na koszulce w meczu ligowym 6. kolejki Serie A1 (2010/2011) z Norda Foppapedretti Bergamo

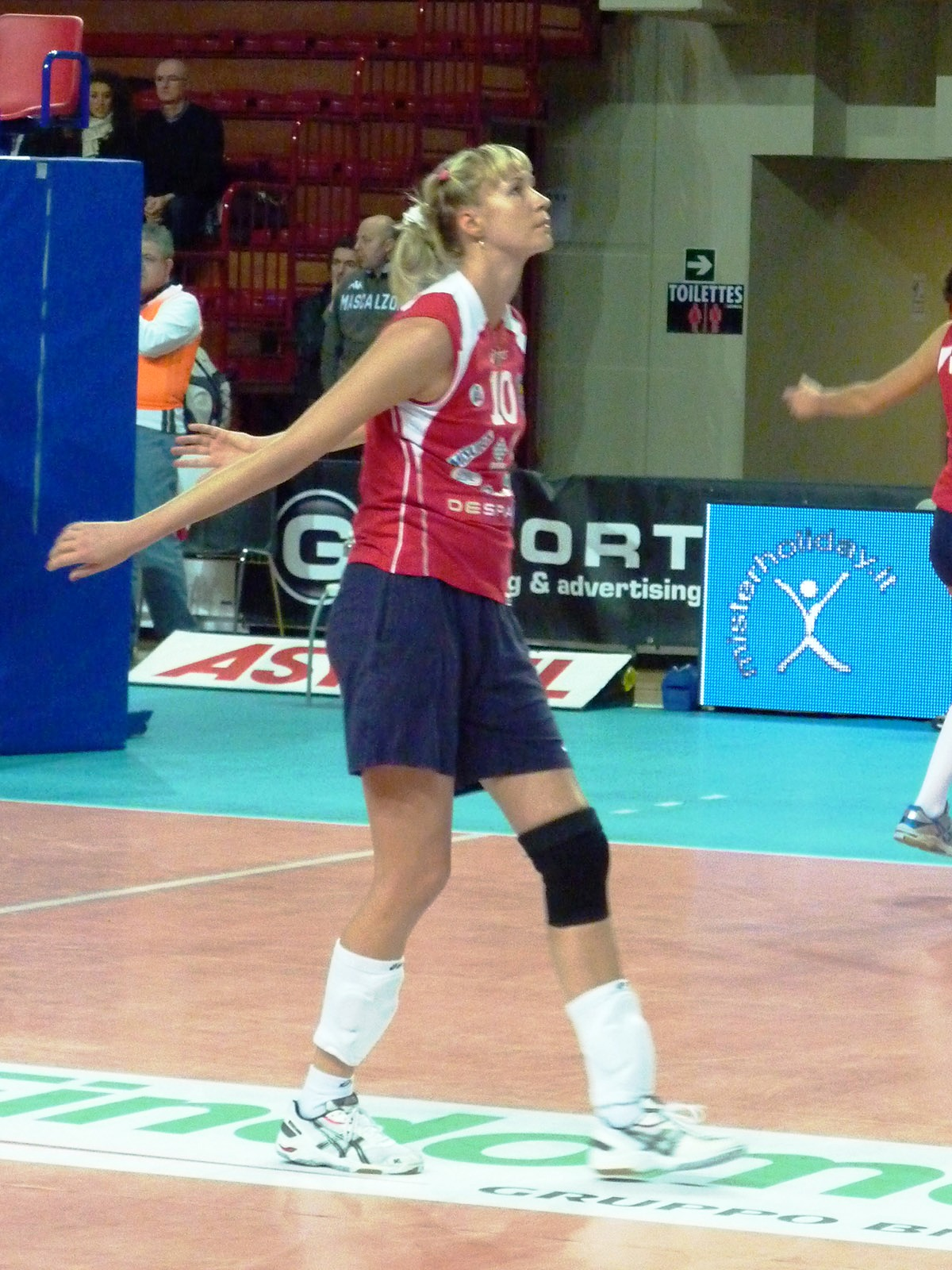
Kateryna Kryweć zawodniczką Desparu Perugia

Kateryna Kryweć, ukr. Катерина Кривець, lub Jekatierina Kriwiec, ros. Екатерина Кривец (ur. 14 listopada 1984 w Charkowie) – ukraińska, potem rosyjska siatkarka, grająca na pozycji środkowej.

## Przebieg kariery
| Sezon     | W klubie              | Klub           |
| 2003/2004 |                       | Kruh Czerkasy  |
| 2004/2005 |                       | Kruh Czerkasy  |
| 2005/2006 | Hałyczanka Tarnopol   |                |
| 2006/2007 | Uniwersytet Biełgorod |                |
| 2007/2008 | Uniwersytet Biełgorod |                |
| 2008/2009 | Uniwersytet Biełgorod |                |
| 2009/2010 | Uniwersytet Biełgorod |                |
| 2010/2011 | do 26.01.2011         | Despar Perugia |
| 2010/2011 | od 28.01.2011         | Dinamo Moskwa  |
| 2011/2012 |                       | Dinamo Moskwa  |
| 2012/2013 |                       | Dinamo Moskwa  |
| 2013/2014 |                       | Dinamo Moskwa  |
| 2014/2015 | Dinamo Krasnodar      |                |
| 2015/2016 | Dinamo Krasnodar      |                |
| 2016/2017 | PSL Manila            |                |

## Sukcesy klubowe
Liga ukraińska:
- 2005
- 2006
- 2004

Puchar Ukrainy:
- 2004

Puchar Rosji:
- 2008, 2011, 2013, 2014, 2015

Liga rosyjska:
- 2011, 2012, 2013, 2014
- 2016

Puchar CEV:
- 2015, 2016

Klubowe Mistrzostwa Świata:
- 2015

## Sukcesy reprezentacyjne
Mistrzostwa Europy Juniorek:
- 2002